# Lilla Hansen

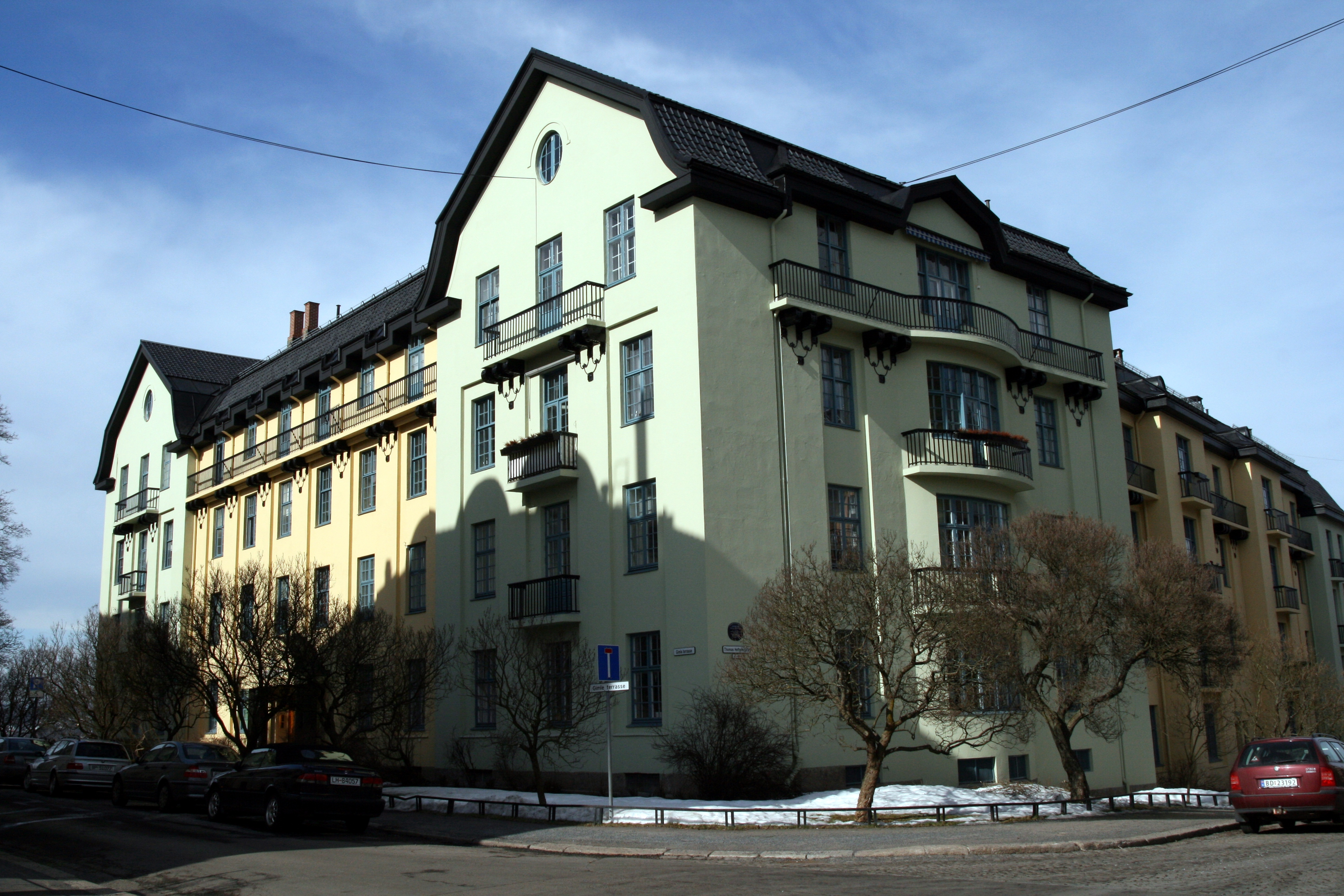
Complejo residencial Heftyeterrassen en altura Kristiansand de Frogner, en Oslo.

Georgine Marie Hansen, más conocida como Lilla Georgine Hansen (1872 - 1962) fue la primera arquitecta noruega.  Conocida por ganar el concurso del complejo residencial Heftyeterrassen en Oslo.

## Primeros años
En 1894 terminó sus estudios en la Escuela Real de Dibujo (Guarida Kongelige Tegneskole) en Christiania (Oslo a partir de 1924). Instaló su propia oficina de arquitectura en 1912, en la capital de Noruega, luego de ganar por concurso el edificio de viviendas Heftyeterrassen en esa misma ciudad, proyecto con el que consiguió un importante reconocimiento.

## Trayectoria

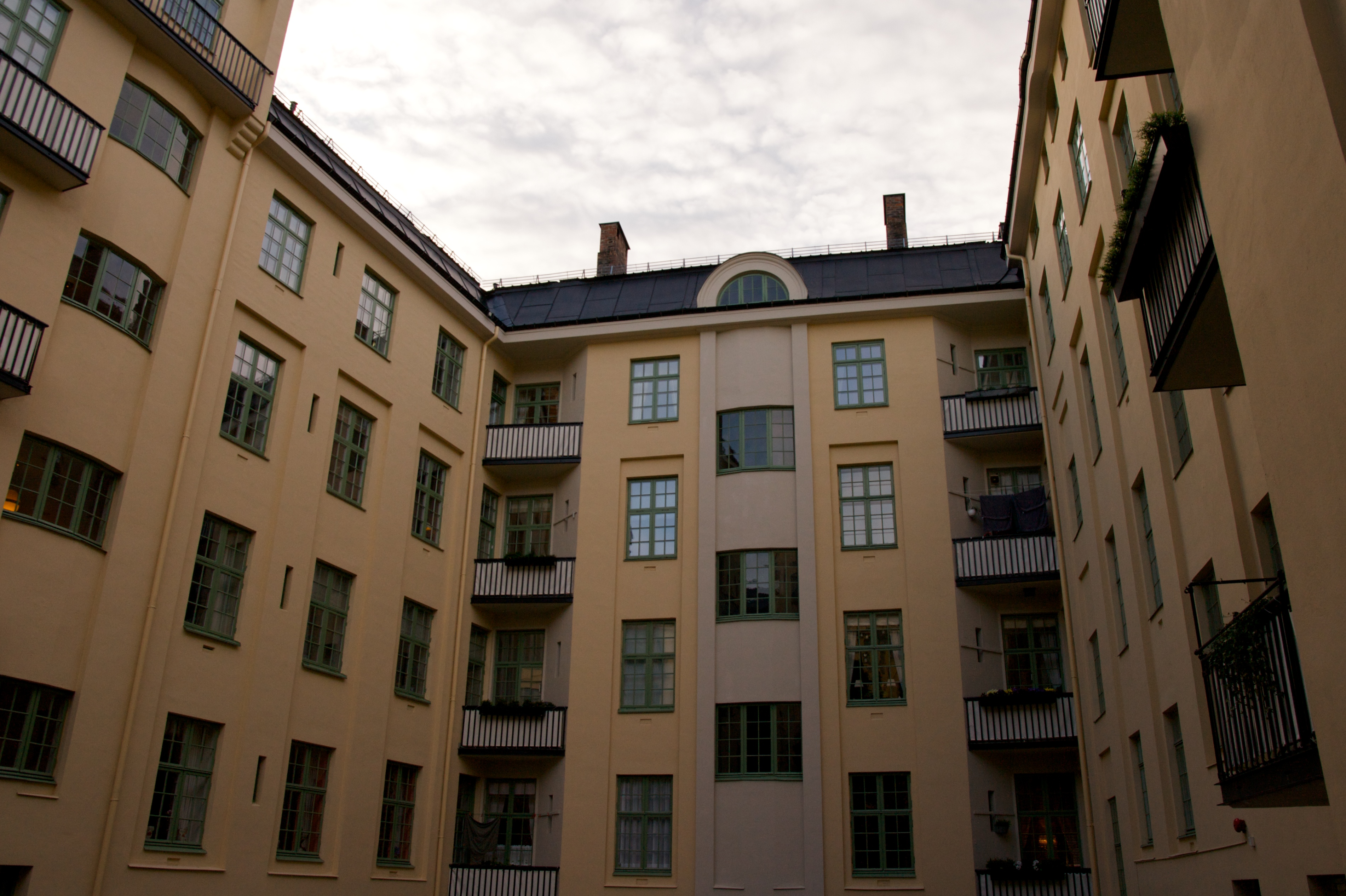
Edificio de viviendas Heftyeterrassen

Además de sus estudios formales realizó una serie de pasantías y prácticas de perfeccionamiento. Entre ellas, experimentó con el estilo Art Nouveau en el taller de Victor Horta, en Bruselas, lo que más tarde resultó una fuerte influencia en su propia producción. También en Oslo, asistió al arquitecto Halfdan Berle, y viajó asiduamente a Copenhague donde trabajó con el profesor Martin Nyrop.
Hansen fue un espíritu inquieto para la época en la que le tocó vivir y para la profesión a la dedicó su vida. En Noruega casi no había mujeres trabajando en la arquitectura y en la construcción.
En la Enciclopedia Noruega, la biógrafa Wenche Findal escribió que Lilla Hansen fue pionera en la historia de la arquitectura noruega. Y detalló: “Estaba claro que era difícil ser mujer en un entorno dominado por los hombres, y en su vejez ella escribió: “Me preguntaron cómo me las arreglé entre medio de tantos constructores. La respuesta es: Susurrando””.

## Obras

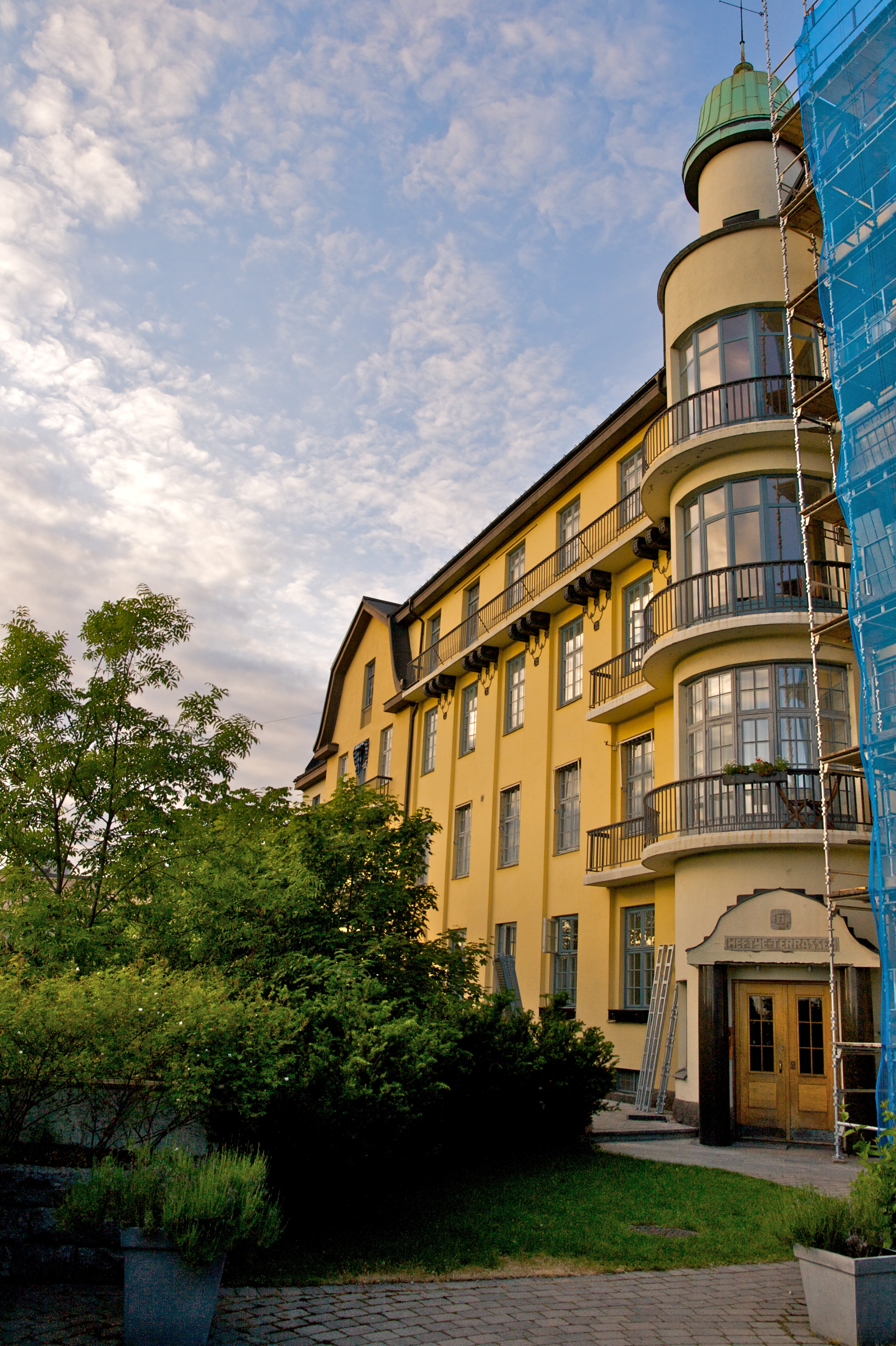
Edificio de viviendas Heftyeterrassen

Finalmente, luego de establecer su propia oficina en Oslo, comenzó realizar obras en esa ciudad y en otros puntos del país. Diseñó una serie de grandes villas, un alojamiento para mujeres estudiantes y un centro de salud. En 1903, fue responsable de la construcción de una casa de verano para Theodor Frølich en Nesøya, Asker, y en 1910 construyó una granja para el terrateniente Wilhelm Roede, también en esa ciudad.

## Premios y reconocimientos
Su obra más reconocida la ganó por concurso: fue el complejo residencial Heftyeterrassen, a la altura de Frogner, en Oslo. De estilo neo-barroco fue construido por The Building Company (1913) e incluyó una treintena de apartamentos desde 120 hasta 300 m² muy confortables y con techos altos. Hansen pensó el proyecto en cuatro plantas sobre terrenos inclinados. Las fachadas las construyó en ladrillo, desmaterializó algunas esquinas con vidrio y diseñó los balcones con rejas de hierro forjado de diversos motivos.